# Wolfgang Schmülling
Wolfgang Schmülling (* 1955) ist ein deutscher politischer Beamter (SPD). Seit November 2021 ist er Staatssekretär im Ministerium für Inneres, Bau und Digitalisierung des Landes Mecklenburg-Vorpommern. Von 2007 bis 2009 war er bereits Staatssekretär im Ministerium für Gesundheit und Soziales des Landes Mecklenburg-Vorpommern.

## Leben
Schmülling schloss 1978 ein Studium zum Verwaltungswirt mit dem Diplom ab. Von 1978 bis 1991 war er Mitarbeiter der Verwaltung des Kreises Recklinghausen. Von 1985 bis 1988 studierte er berufsbegleitend Informatik. Von 1991 bis 2002 war er Zweiter Beigeordneter des Landrates im Landkreis Uecker-Randow. Von 2002 bis 2007 war er Zweiter Stellvertreter des Oberbürgermeisters der Landeshauptstadt Schwerin. Von 2007 bis 2009 war er Staatssekretär im Ministerium für Gesundheit und Soziales des Landes Mecklenburg-Vorpommern. Von 2009 bis 2011 war er Erster Beigeordneter im Landkreis Ludwigslust. Von 2011 bis 2021 war er Erster Stellvertreter des Landrates und Erster Beigeordneter im Landkreis Ludwigslust-Parchim.
Seit dem 19. November 2021 ist er Staatssekretär im Ministerium für Inneres, Bau und Digitalisierung des Landes Mecklenburg-Vorpommern.